# Onkels Erbe
Onkels Erbe ist ein kurzes deutsches Stummfilmlustspiel der „Bubi“-Filmreihe aus dem Jahre 1915 von Hanna Henning.

## Handlung
Onkel Fritz kehrt nach achtjähriger Abwesenheit von seiner Weltreise in die Heimat zurück. Hier findet er in der Post der vergangenen Jahre ein Telegramm seines Neffen Helmut vor, in dem die Geburt eines Zwillingspaares verkündet wird. Onkel Fritz erinnert sich. Ehe er in die weite Welt abreiste, kündigte er gegenüber seinen drei Neffen an: „Wer mir von Euch bei meiner Rückkehr von der Weltreise einen Knaben und ein Mädchen vorstellen kann, soll mein Erbe sein!“ Nun versuchten die drei Neffen krampfhaft, so schnell wie möglich Väter zu werden, jedoch vergeblich. Schließlich behauptet jedoch Neffe Helmut, Vater von Zwillingen geworden zu sein und sendete dem Onkel in der Ferne ein Telegramm, das dieses freudige Ereignis verkündete.
Onkel Fritz machte sich daraufhin sofort auf den Weg zu Helmut. Er ist erstaunt, als er kurz hintereinander die beiden Kinder kennen lernt, den Jungen Fritz und das Mädchen Fritzi. Onkel Fritz ahnt nicht, dass er einem Bluff erlegen ist. Man hat das aus der gleichnamigen Filmreihe bekannte Kind Bubi instrumentalisiert, dabei ist Bubi sowohl in die Rolle des Fritz als auch der Fritzi geschlüpft. Erst als der Onkel durch das Schlüsselloch guckt und sieht, wie sich Klein-Bubi in der Rolle des Fritz in das Mädchen Fritzi verwandelt, geht ihm ein Licht auf. Erst ist der Onkel empört, lässt sich dann aber von dem Charme des Kindes beeindrucken und verspricht, Bubi als seinen Universalerben einzusetzen.

## Produktionsnotizen
Onkels Erbe passierte die Filmzensur im August 1915 und wurde kurz darauf uraufgeführt. Der Einakter der im Ersten Weltkrieg populären Bubi-Filmreihe besaß eine Länge von 321 Meter.

## Kritiken
Die Lichtbild-Bühne befand zu Hanna Hennings Bubi-Einstand: „Ein Lustspiel in einem Akt, das ganz besonders erwähnt zu werden verdient, denn der kleine Bubi, ein routiniertes Schauspielerkind, spielt darin eine Doppelrolle als Fritzi und Fritz.“
Die Kinematographische Rundschau schrieb: „Dieses reizende Lustspiel, in dem Bubi seine Doppelrolle allerliebst erledigt, darf als willkommene Programmnummer bezeichnet werden“.